# Buena Vista (Colorado)
Buena Vista ist eine Town im US-Bundesstaat Colorado und liegt rund 150 km südwestlich von Denver am Arkansas River – nahe dem Quellgebiet des Flusses. Die 1879 gegründete Gemeinde liegt in einem weiten Tal des Arkansas River zwischen der Sawatch Range und der Mosquito Range, zweier Bergketten der Rocky Mountains. Unweit des San-Isabel-Nationalforsts und inmitten des Erholungsgebietes "Arkansas Headwaters" gelegen, spielt für Buena Vista insbesondere der Tourismus eine große Rolle. Überregional bekannt ist der Ort insbesondere als Startpunkt für Wildwasserfahrten auf dem Arkansas River. Der Ort ist Startpunkt des TransRockies Run einem Etappenlauf über 120 Meilen. 

## Söhne und Töchter der Stadt
- Carol Springer (1936–2018), Immobilienmaklerin und Politikerin
- Robert Eaton (* 1940), Manager, der vor allem in der Automobilindustrie tätig war